# Hyllus madagascariensis
Hyllus madagascariensis là một loài nhện trong họ Salticidae.
Loài này thuộc chi Hyllus. Hyllus madagascariensis được Vinson miêu tả năm 1863.